# HD 2952
HD 2952，又名BD+54 101，SAO 21512、HR 135，是一颗恒星，视星等为5.93，位于銀經120.28，銀緯-7.88，其B1900.0坐标为赤經0h 27m 37.3s，赤緯+54° -7.88′ 39″。